# Sarolta Zalatnayová
Sarolta Zalatnayová (* 14. prosince 1947 Budapešť jako Charlotte Sacherová) je maďarská zpěvačka, herečka a spisovatelka, která byla na přelomu šedesátých a sedmdesátých let označována za Janis Joplin východního bloku.

## Hudební kariéra

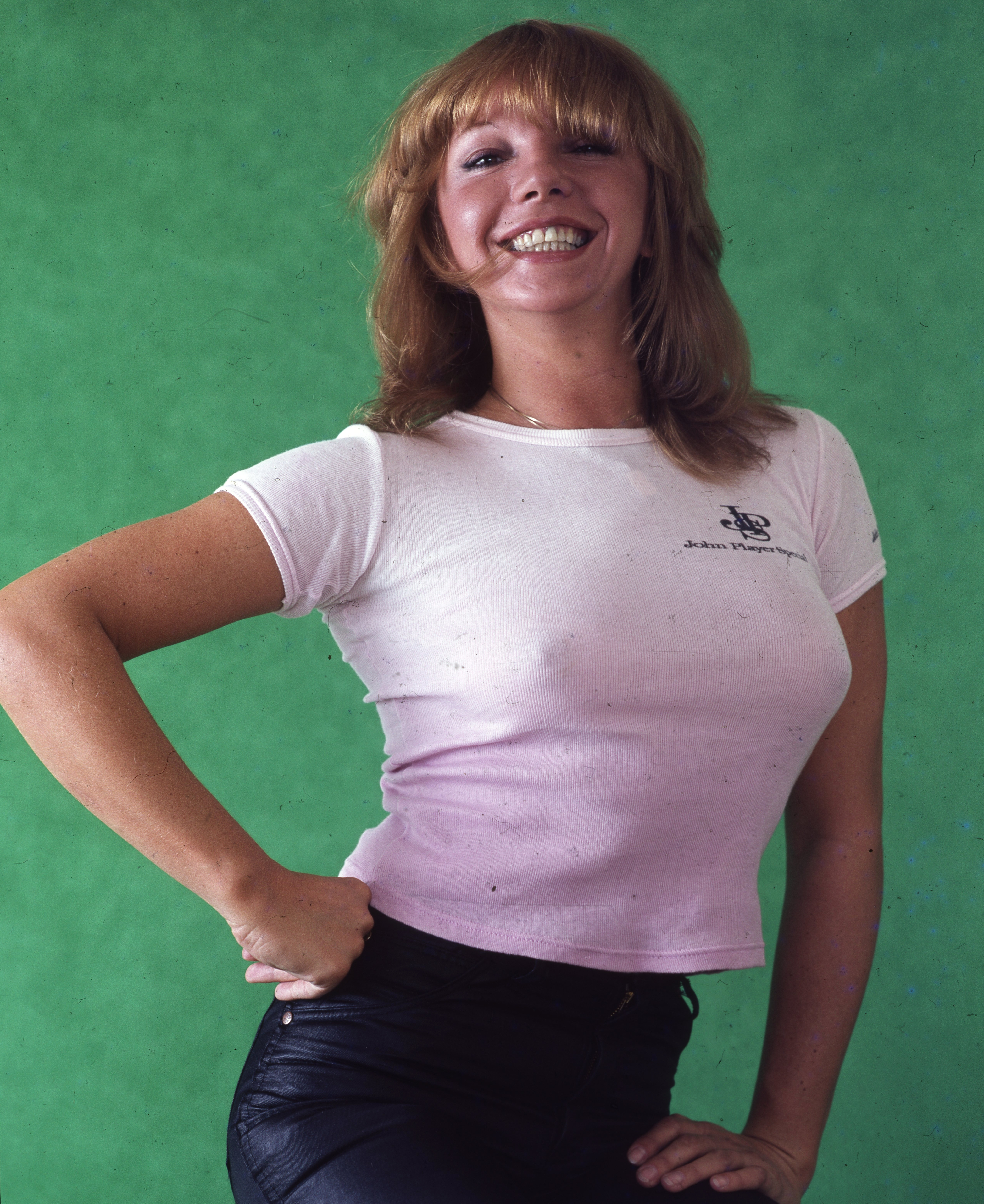
Zalatnay, 1978

Původně se věnovala opernímu zpěvu, ale po operaci krčních mandlí jí zhrubl hlas a přeorientovala se na populární hudbu. Od patnácti let vystupovala se skupinami Bergendy együttes a Scampolo, v roce 1967 vyhrála televizní písňovou soutěž Táncdalfesztivál se skladbou „Nem várok holnapig“ (Nebudu čekat do rána), v níž ji doprovázela skupina Omega. Poté vykonala úspěšné turné po západní Evropě, kdy vystupovala pod jménem Red Sarolta mimo jiné s členy Bee Gees. V roce 1970 vydala první sólové album Ha fiú lehetnék (Kdybych byla chlapcem). V roce 1971 znovu vyhrála Táncdalfesztivál s písní „Fák, virágok, fény“ (Stromy, květy, světlo). Spolupracovala se skupinami Locomotiv GT a Skorpió, roku 1976 založila vlastní kapelu Cini és Tinik, jejími nástupci byli Cinibabák.

## Další aktivity
V roce 1972 hrála jednu z hlavních rolí ve filmové komedii Mártona Keletiho Běž, aby tě chytili. Vydala vzpomínkovou knihu nazvanou podle jejího hitu Nem vagyok en apaca (Nejsem jeptiška). V devadesátých letech se krátce angažovala v politice, byla také předsedkyní maďarského svazu ochránců zvířat. V roce 2001 pózovala pro časopis Playboy. Se svým třetím manželem Csabou Mártonem založila vlastní televizní stanici CiNN TV, finanční nesrovnalosti kolem jejího provozu vedly k tomu, že Zalatnayová byla v letech 2004 až 2006 vězněna za nelegální krácení daní.